# Ellis Lake
Ellis Lake är en sjö i Kanada.   Den ligger i Timiskaming District och provinsen Ontario, i den sydöstra delen av landet, 500 km nordväst om huvudstaden Ottawa. Ellis Lake ligger 337 meter över havet. Arean är 0,67 kvadratkilometer. Den sträcker sig 2,8 kilometer i nord-sydlig riktning, och 0,8 kilometer i öst-västlig riktning.
I omgivningarna runt Ellis Lake växer i huvudsak blandskog. Trakten runt Ellis Lake är nära nog obefolkad, med mindre än två invånare per kvadratkilometer.